# Jacopo Bellini
Jacopo Bellini, född omkring 1400 och död 1470, var en venetiansk konstnär
Jacopo Bellini var far till Gentile Bellini och Giovanni Bellini samt svärfar till Andrea Mantegna.
Bellini var lärjunge till Gentile da Fabriano. Av hans nu sällsynta tavlor märks Kristus på korset i Verona, och några madonnabilder i Venedig och Florens. Av stort intresse två bevarade skissböcker efter honom, den ena i London och den andra i Paris.
Bellini är som målare flitigt omtalad i samtida dokument, bland annat vann han 1441 en tävling mot Pisanello för ett porträtt av Lionello d'Este. Porträttet har dock inte kunnat identifieras.